# Sonia Olschanezky

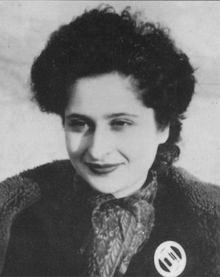
Sonia Olschanezky

Sonia Olschanezky (* 25. Dezember 1923 in Chemnitz; † 6. Juli 1944 im Konzentrationslager Natzweiler-Struthof) war eine Agentin der britischen nachrichtendienstlichen Spezialeinheit Special Operations Executive (SOE).

## Leben
Sonia Olschanezkys Vater Eli Olschanezky, der aus Odessa stammte, hatte seine deutsche Frau Helen während seines Chemieingenieurstudiums in Leipzig kennengelernt und 1916 geheiratet. In Chemnitz, wo zwei Söhne und die Tochter Sonia zur Welt kamen, arbeitete er als Vertreter einer Strumpffabrik. Mitte der 1920er Jahre wurde ihm die Leitung der Fabrik in Bukarest übertragen. Nach finanziellen Auseinandersetzungen mit den rumänischen Partnern zog die Familie 1930 nach Paris, wo Sonia Olschanezky ein Lyzeum besuchte und eine Ballettausbildung erhielt, um eine Bühnenlaufbahn einzuschlagen. Nach der deutschen Besetzung Frankreichs im Sommer 1940 erhielt sie kein Engagement mehr, weil sie Jüdin war, so dass sie als Hausmädchen arbeiten musste. Über ihren Arbeitgeber lernte sie den Schweizer Geschäftsmann Jacques Weil kennen, der für die Résistance arbeitete, und schloss sich ihm an.
Im Juni 1942 wurde Sonia Olschanezky erstmals verhaftet, als auf deutsche Anordnung und in Kooperation mit der Regierung Pétain in Vichy die Festnahmen und Deportationen der französischen Juden begannen. Sie wurde im Sammellager Drancy inhaftiert, bis es ihrer Mutter gelang, ihre Freilassung zu erreichen. Mit Hilfe von jüdischen Freunden, die in ihrer Pelzfabrik Mäntel für die deutsche Wehrmacht herstellten, erhielt sie falsche Papiere, die ihre Tochter als „kriegswirtschaftlich wertvolle“ Arbeiterin in der Pelzfabrik auswiesen.

## Agententätigkeit
1943 schloss sich Sonia Olschanezky unter dem Tarnnamen „Tanja“ mit Weil dem SOE-Agentenring „Juggler“ (in Frankreich auch „Robin“) an, der in der Gegend um Chalons-sur-Marne Sabotageaktionen durchführte. „Juggler“ war ein Ableger des SOE-Agentenrings „Physician“, den Francis Suttill, Tarnname „Prosper“, leitete. Mit gefälschten Papieren auf den Namen „Suzanne Ouvrard“ leistete Olschanezky Kurierdienste für die SOE-Agenten und die Résistance. Obwohl im Sommer 1943 infolge von Verrat die meisten Mitglieder des Rings „Physician“ in die Hände der Deutschen fielen, blieb Olschanezky noch ein halbes Jahr unentdeckt.
Am 21. Januar 1944 wurde sie bei einem Treffen in Paris mit einem angeblichen SOE-Agenten – in Wirklichkeit einem Mitarbeiter des deutschen Sicherheitsdienstes (SD) – festgenommen. Nach zahlreichen Verhören und Misshandlungen im SD-Hauptquartier in der Avenue Foch wurde sie im Pariser Gefängnis Fresnes inhaftiert.
Am 12. Mai 1944 brachte ein Lastwagen Sonia Olschanezky und sieben weitere in Fresnes festgehaltene SOE-Agentinnen, Yolande Beekman, Andrée Borrel, Madeleine Damerment, Vera Leigh, Eliane Plewman, Diana Rowden und Odette Sansom, in das Gefängnis in Karlsruhe, wo sie als sogenannte „Schutzhäftlinge“ in Einzelhaft gehalten wurden. Am 6. Juli wurden Sonia Olschanezky, Andrée Borrel, Vera Leigh und Diana Rowden in das Konzentrationslager Natzweiler-Struthof im Elsass deportiert. Noch am selben Abend erhielt jede von ihnen unter Vortäuschung einer Typhusimpfung eine tödliche Phenolinjektion von einem der Lagerärzte. Ihre Leichen wurden in der gleichen Nacht verbrannt. 1946 wurden fünf Tatbeschuldigte im Natzweiler-Prozess von einem britischen Militärgericht in Wuppertal wegen dieses Kriegsverbrechens (Verstoß gegen Artikel 30 der Haager Landkriegsordnung) verurteilt.

## Ehrungen
In der Gedenkstätte des Konzentrationslagers Natzweiler-Struthof erinnert eine Plakette an die Ermordung Sonia Olschanezkys und ihrer drei Gefährtinnen.